# Dichostates corticarius
Dichostates corticarius är en skalbaggsart som beskrevs av Hintz 1910. Dichostates corticarius ingår i släktet Dichostates och familjen långhorningar. Inga underarter finns listade i Catalogue of Life.